# Ælfric Grammaticus
Ælfric (* 955; † 1020) mit Beinamen Grammaticus war einer der bedeutendsten Gelehrten des angelsächsischen Mönchtums im Frühmittelalter.
Ælfric wuchs in der Klosterschule von Winchester unter Æthelwold auf und wurde um 971 Mönch der Benediktinerabtei Abingdon. Von Bischof Aelfnah von Winchester wurde er im Jahre 987 zum Unterweisen der Mönche in das Kloster Cornel geschickt. 1005 wurde Ælfric Abt von Eynsham. Im Jahre 1020 (nach Wilcox-Ælfric’s prefaces: 1010) starb Ælfric im Alter von 65 Jahren. Da er im 19. Jahrhundert als einer der Förderer des angelsächsischen Schrifttums galt, wurde im Jahre 1842 ihm zu Ehren die Aelfric Society gegründet.

## Werke
- Exameron Anglice or The old English Hexameron. Ed. with an introd., a collation of all the manuscripts, a modern English transl., parallel passages from the other works of Aelfric and notes on the sources by S. J. Crawford. 2., unveränd. Aufl., Reprograf. Nachdr. d. 1. Aufl. Hamburg 1921, Darmstadt: Wissenschaftliche Buchgesellschaft 1968